# The Waters of Mars
"The Waters of Mars" (intitulado "As Águas de Marte" no Brasil) é o terceiro dos quatro episódios especiais da série de ficção científica britânica Doctor Who exibidos entre o Natal de 2008 e o Dia de Ano Novo de 2010. Assim como o especial anterior, foi transmitido simultaneamente pela BBC One e BBC HD em 15 de novembro de 2009. Foi escrito por uma colaboração entre Russell T Davies e Phil Ford e dirigido por Graeme Harper.
Ambientado em Marte no ano de 2059, o episódio retrata o alienígena viajante do tempo conhecido como o Doutor (David Tennant) encontrando a primeira colônia humana no planeta, comandada pela capitã Adelaide Brooke (Lindsay Duncan), que acaba sendo uma personagem fundamental na história da humanidade. O Doutor deve decidir se usará seu conhecimento do destino dela para mudar a história.
Originalmente o episódio foi escrito como um especial de Natal intitulado "Red Christmas", no qual Helen Mirren interpretaria Adelaide. De acordo com o roteirista principal e produtor executivo Russell T Davies, a história estava diretamente ligada aos dois episódios seguintes, que culminariam na despedida de Tennant como o Décimo Doutor. O especial foi dedicado a Barry Letts, ex-escritor e produtor de Doctor Who, que morreu em outubro de 2009.
"The Waters of Mars" foi transmitido pela primeira vez em um domingo, o único episódio não natalino da série moderna a ser exibido fora do horário habitual de sábado à noite até aquele momento. Recebeu aclamação da crítica e do público por seu tom sombrio, a atuação de Tennant, o roteiro, bem como o desenvolvimento do personagem do Décimo Doutor, com muitos considerando-o um dos episódios mais sombrios e umas das melhores histórias do programa. Foi assistido por 10,32 milhões de espectadores, tornando-se o quinto programa mais assistido da semana. O episódio ganhou o Prêmio Hugo de Melhor Apresentação Dramática, Forma Curta em 2010.

## Enredo
O Décimo Doutor chega à primeira colônia da humanidade em Marte, a Base Bowie Um, em 21 de novembro de 2059. Lá dentro, ele é detido por sua tripulação liderada pela capitã Adelaide Brooke. Enquanto o interrogam, ele descobre que aquele dia é um "ponto fixo" no tempo; a base explodirá, matando toda a tripulação, mas a morte de Adelaide inspirará sua neta a explorar as estrelas. Ele tenta não intervir, mas Adelaide o força a ajudá-la a responder a um alerta da bio-redoma remota.
Três membros da tripulação são infectados por um vírus inteligente conhecido como Inundação, que se espalhou da geleira subterrânea que a base estava usando para coletar água. Adelaide percebe que a tripulação restante ainda não poderia ter tocado em sua fonte, pois ela ainda não havia passado da bio-redoma para o hub principal no momento em que um filtro de água quebrou. Ela ordena que a tripulação evacue para seu foguete de volta à Terra. O Doutor começa a ir embora quando ouve gritos de socorro: os infectados quebraram o selo de proteção da bio-redoma e atacaram o hub central com grandes quantidades de água, infectando vários outros. O piloto do foguete também é infectado, mas ele se sacrifica fazendo com que a nave se autodestrua para impedir que a Inundação chegasse à Terra.
O Doutor retorna e resgata Adelaide e os dois últimos sobreviventes da tripulação na TARDIS momentos antes da base explodir (conforme ordenado por Adelaide), matando todos os seres infectados e a própria Inundação. Ele os retorna à Terra, chegando do lado de fora da casa de Adelaide. O Doutor insiste que agora ele tem o poder de mudar o futuro da raça humana e ninguém pode detê-lo. Adelaide declara que essas ações são erradas, particularmente porque elas poderiam significar que a exploração do espaço por sua neta nunca ocorreriam. Assim, ela entra em sua casa e se mata. O Doutor fica chocado; ele percebe que a filha de Adelaide ainda explorará as estrelas e que o principal impulso da história não foi alterado por suas ações.
Ood Sigma aparece na rua e o Doutor vê isso como uma mensagem e pergunta se é hora de ele morrer, mas Sigma desaparece sem responder. O Doutor entra novamente na TARDIS e brevemente diz "Não" antes de ligar os motores, esperando escapar de seu destino.

## Produção
"The Waters of Mars" foi originalmente concebido como um especial de Natal intitulado "Red Christmas", no qual Helen Mirren interpretaria Adelaide. No Doctor Who Confidential que acompanha a história, foi confirmado que a Base Bowie Um recebeu o nome de David Bowie, o compositor e cantor de "Life on Mars?". As filmagens começaram em 23 de fevereiro de 2009. No final de fevereiro, David Tennant, Lindsay Duncan e outros atores foram vistos gravando em Victoria Place, Newport. As filmagens ocorreram em uma rua da cidade, que a equipe de produção cobriu com neve artificial. As cenas da estufa foram filmadas no Jardim Botânico Nacional de Gales, em Carmarthenshire. Também estavam presentes durante as filmagens um pequeno robô com a palavra "GADGET" e Ood Sigma do episódio de 2008 "Planet of the Ood". O robô foi incluído em uma imagem promocional divulgada no site oficial da série.
A produtora Nikki Wilson descreveu a capitã Adelaide Brooke como "a acompanhante mais inteligente e obstinada do Doutor até agora". David Tennant disse: "Bem, ela não é realmente uma acompanhante como as outras foram... Ela é muito cautelosa com o Doutor; ela não é o tipo de pessoa que você poderia imaginar se juntando a ele e cavalgando em direção ao pôr do sol... ela é meio que o macho alfa na sala, na verdade. Então, o Doutor tem que aprender a assumir um papel ligeiramente diferente quando está perto dela".
De acordo com o roteirista principal e produtor executivo Russell T Davies, a história estava diretamente ligada aos dois episódios seguintes, mas não era a primeira parte de uma história de três partes.
Um trailer de 30 segundos do episódio foi ao ar após a transmissão de "Planet of the Dead". Em 9 de julho de 2009, um pequeno clipe foi disponibilizado online. Em 28 de julho de 2009, um trailer mais longo foi exibido na San Diego Comic-Con, que foi postado no site da BBC logo depois. Em 8 de novembro de 2009, outro trailer pequeno foi exibido na BBC One.
O especial foi dedicado a Barry Letts, ex-escritor e produtor de Doctor Who, que morreu em outubro de 2009.

## Transmissão e recepção
De acordo com os números de audiência durante sua noite de estreia, "The Waters of Mars" foi assistido por 9,1 milhões de pessoas. O episódio também recebeu uma pontuação no Índice de Apreciação no público de 88, considerado "Excelente". Estatísticas consolidadas mais precisas do BARB mostraram que a audiência final do episódio foi de 10,32 milhões de espectadores, sendo quinto programa mais assistido da semana no Reino Unido.
"The Waters of Mars" alcançou índices de audiência relativamente altos nos Estados Unidos, atraindo mais de 1,1 milhão de espectadores: na época, o maior índice de audiência do horário nobre da BBC America (mais tarde superado pela estreia da 5.ª temporada, seguida pela estreia da 6.ª temporada).

### Recepção crítica
| Críticas profissionais: | Críticas profissionais: |
| Avaliações da crítica   | Avaliações da crítica   |
| Fonte                   | Avaliação               |
| ----------------------- | ----------------------- |
| The A.V. Club           | B+                      |
| CultBox                 | [ 24 ]                  |
| IGN                     | 9,5                     |
| PopMatters              | [ 26 ]                  |
| Radio Times             | [ 27 ]                  |

A recepção crítica foi geralmente positiva. Sam Wollaston do The Guardian elogiou o episódio por mostrar "um lado do Doutor que realmente não vimos antes - indeciso, confuso, às vezes simplesmente errado" e o desempenho de Tennant como um todo está trazendo "humanidade e humor ao personagem", com sua única crítica sendo ao "pequeno robô irritante, Gadget". Embora Robert Colvile do The Daily Telegraph tenha criticado "as gritantes inconsistências" entre este episódio e as frequentes intervenções históricas anteriores do Doutor, ele elogiou o cenário por "nos permitir assistir Tennant lutar com sua consciência e curiosidade ... [no que] era uma progressão lógica para o personagem". Assim como Wollaston, Colvile "não tinha certeza do que as crianças teriam ganhado com isso, mas ele preparou o cenário de forma intrigante antes da aventura final em duas partes de Tennant". Sam McPherson do Zap2it o nomeou o quinto melhor episódio do Décimo Doutor, descrevendo-o como "divertido" e "sombrio" e observando o desenvolvimento do personagem do Doutor.
"The Waters of Mars" ganhou o Prêmio Hugo de 2010 de Melhor Apresentação Dramática, Forma Curta, vencendo sobre outros dois episódios da série, "The Next Doctor" e "Planet of the Dead".

## Mídias domésticas
O episódio foi lançando junto com o restante dos especiais de 2008 a 2010 em um boxset de DVDs intitulado The Complete Specials em 11 de janeiro de 2010.
Trechos selecionados da trilha sonora deste especial, compostos por Murray Gold, foram incluídos no disco Series 4 – The Specials lançada pela Silva Screen Records em 4 de outubro de 2010.
Uma romantização da Target Books desta história, escrita por Phil Ford, foi anunciada em 19 de janeiro de 2023 e lançada em 13 de julho do mesmo ano.